# Hama (distrikt)
Hama (arabiska: منطقة مركز حماة, منطقة حماة) är ett distrikt i Syrien.   Det ligger i provinsen Hama, i den centrala delen av landet, 210 kilometer norr om huvudstaden Damaskus.